# 布古达
布古达（Buguda），是印度奥里萨邦Ganjam县的一个城镇。总人口13253（2001年）。

## 人口
该地2001年总人口13253人，其中男性6710人，女性6543人；0—6岁人口1807人，其中男909人，女898人；识字率67.09%，其中男性为76.04%，女性为57.91%。